# Nannaia
Nannaia ist eine parthische Mondgöttin, die mit der griechischen Artemis gleichgesetzt wird. Die Tochter des An war mit dem Gott Nabu verheiratet und wird auch in der Bibel im Buch der Makkabäer erwähnt. Ihr war ein Tempel in Dura Europos im heutigen Syrien geweiht.